# Henri de Trévise
Henri de Trévise (Bolzano, vers 1250 – Trévise, 10 juin 1315) est un pénitent laïc tyrolien, bûcheron analphabète très fervent et entièrement consacré à la piété et à la charité, vénéré comme bienheureux par l'Église catholique.

## Biographie
On sait peu de choses sur sa vie : peu de sources écrites et de légendes orales. 
Certains soutiennent que l'on ne sait pas avec certitude dans laquelle des villes nommées "Bolzano" il est né, mais il est très probable qu'il s'agisse de Bolzano dans le Tyrol du Sud puisque Boccace dit qu'il était allemand - et il n'y a pas d'autre Bolzano allemand en Italie. Selon certains, la ferme de Bolzano-Bozen appelée Heinrichshof pourrait avoir appartenu en réalité au premier mari de Margherita de Carinthie, Jean-Henri de Moravie. 
Travailleur analphabète, de retour d'un pèlerinage à Rome avec sa femme et son fils Lorenzo, il s'installe près de Trévise. 
Il élit domicile à Biancade (frazione de Roncade), où il a travaillé comme bûcheron et homme de peine pendant vingt ans. Une fois âgé, sa femme décédée, il part dans la ville voisine, où il vit dans une cabane située près de l'église actuelle qui lui est dédiée. Il mendie, pas pour lui-même mais pour les pauvres de la ville : en particulier, il s'engage courageusement et obstinément à arracher des contributions substantielles aux nobles et aux riches commerçants pour les plus malheureux. 
À Trévise, comme à Bolzano, il est assidu à la messe ; chaque jour il visite toutes les églises de la ville, dort sur un lit misérable, porte une habit rêche, s'épuise dans des veilles de prière.

## Culte
La tradition attribue à Henri (« que ce soit vrai ou pas », comme le dit Boccace) l'intercession pour de nombreux miracles déjà de son vivant, mais surtout après sa mort, au moment de laquelle les cloches se seraient mises à sonner. Henri est rapidement devenu un saint populaire dans le nord de l'Italie, où des autels et des fresques lui ont été dédiés dans de nombreuses églises (par exemple Santa Toscana à Vérone). Des milliers de pèlerins qui lui sont dévoués se réunissent chaque année à Trévise parce qu'ils le reconnaissent comme proche des pauvres, des mendiants, des marginalisés.   
En 1759, deux des côtes d'Arrigo sont solennellement déplacées de la cathédrale de Trévise vers Bolzano accompagnées d'une grande manifestation des fidèles (130 chevaliers, cinq chars de triomphe, des représentants des guildes et du clergé) et placées dans la chapelle de Loreto del Duomo, aujourd'hui disparue, dans le presbytère duquel elles se trouvent aujourd'hui. 
Ce n'est qu'en 1750 que ce culte est approuvé par Benoît XIV pour le diocèse de Trévise, et par Pie VII, au début du XIXe siècle, pour celui de Trente, dont Bolzano dépendait. 

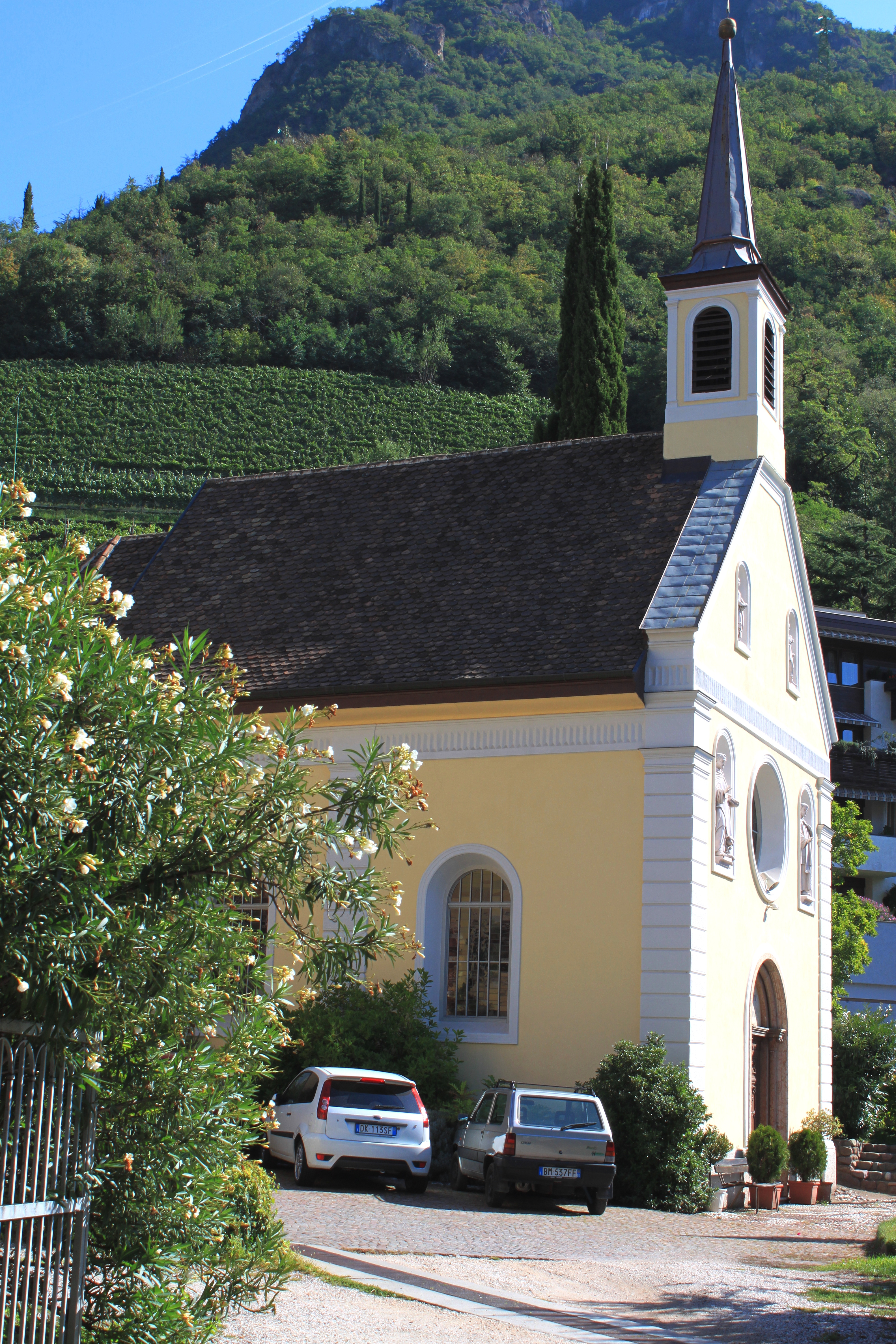
L'église dédiée au Bienheureux Arrigo au Heinrichshof de Bolzano.

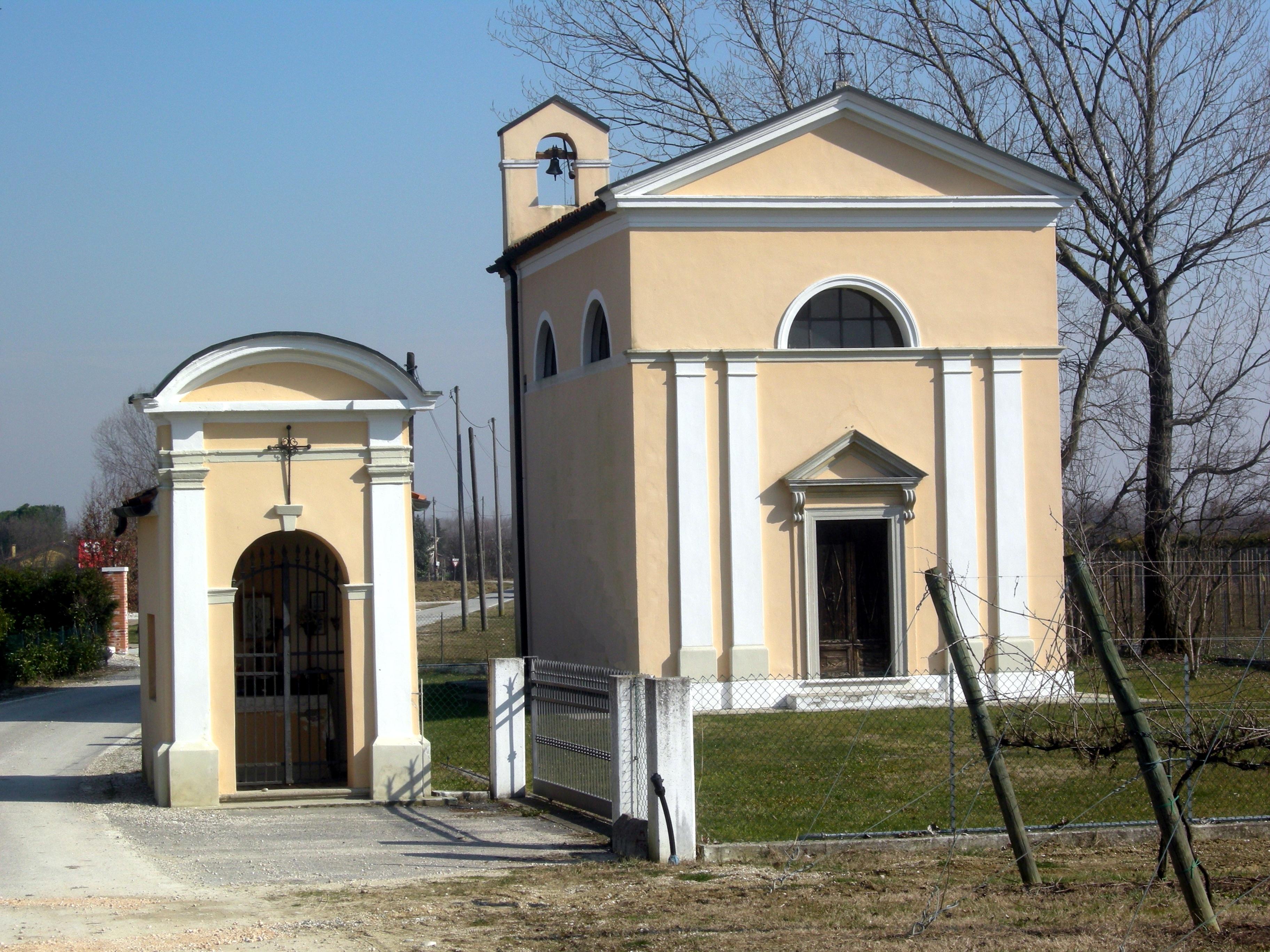
Oratoire du Bienheureux Arrigo, Biancade.

En 1859, une église néo-romane est construite en sa mémoire à côté de la ferme de Bolzano appelée Heinrichshof ("ferme Henri"), près de laquelle on pense que le Bienheureux est né. de la route qui porte son nom et se dirige vers les quartiers de Sant'Antonio et San Pietro. Dans la cathédrale de Bolzano, il y a aussi un reliquaire de Henri apporté à Bolzano à la même période. 
Une chapelle néoclassique qui lui est dédiée se dresse à Trévise, non loin de la maison où il est mort. 
Un oratoire qui lui est dédié s'élève également à Biancade à l'endroit où, selon la tradition, le bienheureux a construit sa propre cabane. 

## Le roman duDécaméron
Boccace mentionne Henri de Bolzano dans son célèbre roman le Décaméron :

« Il n’y a pas encore longtemps, il y avait à Trévise un Allemand nommé Arrigo, lequel, étant pauvre, servait pour de l’argent de portefaix à qui réclamait ses services ; toutefois, il était tenu par tous pour un homme de sainte et bonne vie. Que ce fût vrai ou faux, il arriva qu’à l’heure de sa mort, selon ce que les Trévisans affirment, toutes les cloches de la principale église de Trévise se mirent à sonner sans être tirées par personne. Cela ayant passé pour un miracle, chacun soutenait que cet Arrigo était un saint ; aussi la population de la cité accourut-elle à la maison où gisait le corps, et on le transporta comme on eût fait de celui d’un saint à l’église principale, suivi des boiteux, des paralytiques, des aveugles, et de tous les gens atteints d’une infirmité quelconque, comme si tous, en touchant le corbillard, devaient recouvrer la santé. »

Trois Florentins nommés Stecchi, Martellino et Marchese, viennent à Trévise, des sortes de bouffons, qui, désireux de voir et de toucher le "corps saint" et de leur épargner la grande foule, composée en grande partie de tyroliens allemands, inventent une astuce diabolique qui leur permettra d'être emmenés directement à la cathédrale. Suivis de complications, de mésaventures, d'accusations, d'épreuves avec beaucoup de torture, dont les trois parviennent à se sauver grâce à leur vivacité de parole et d'esprit providentielle et à la générosité d'un gentilhomme prêt à sourire de leurs aventures. 

### Filmographie
- Bienheureux Arrigo da Bolzano - le mécène oublié, film documentaire de Carlo Magaletti, Frabiatofilm, 2017, avec des entretiens avec des habitants de Bolzano, Mario Gretter, Hannes Obermair, Georg Oberrauch, Walter Landi, Paolo Spolaore, Ivano Sartor, Bernhard Holzer, Ivo Muser, et al. [2]